# Stolp (omhulsel)

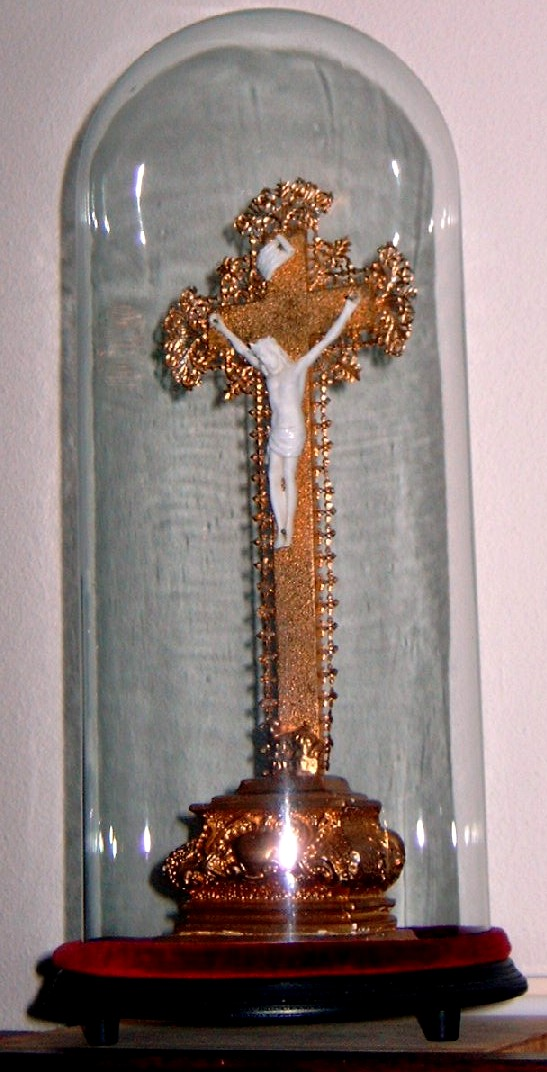
Een cilindervormige stolp met een verguld crucifix

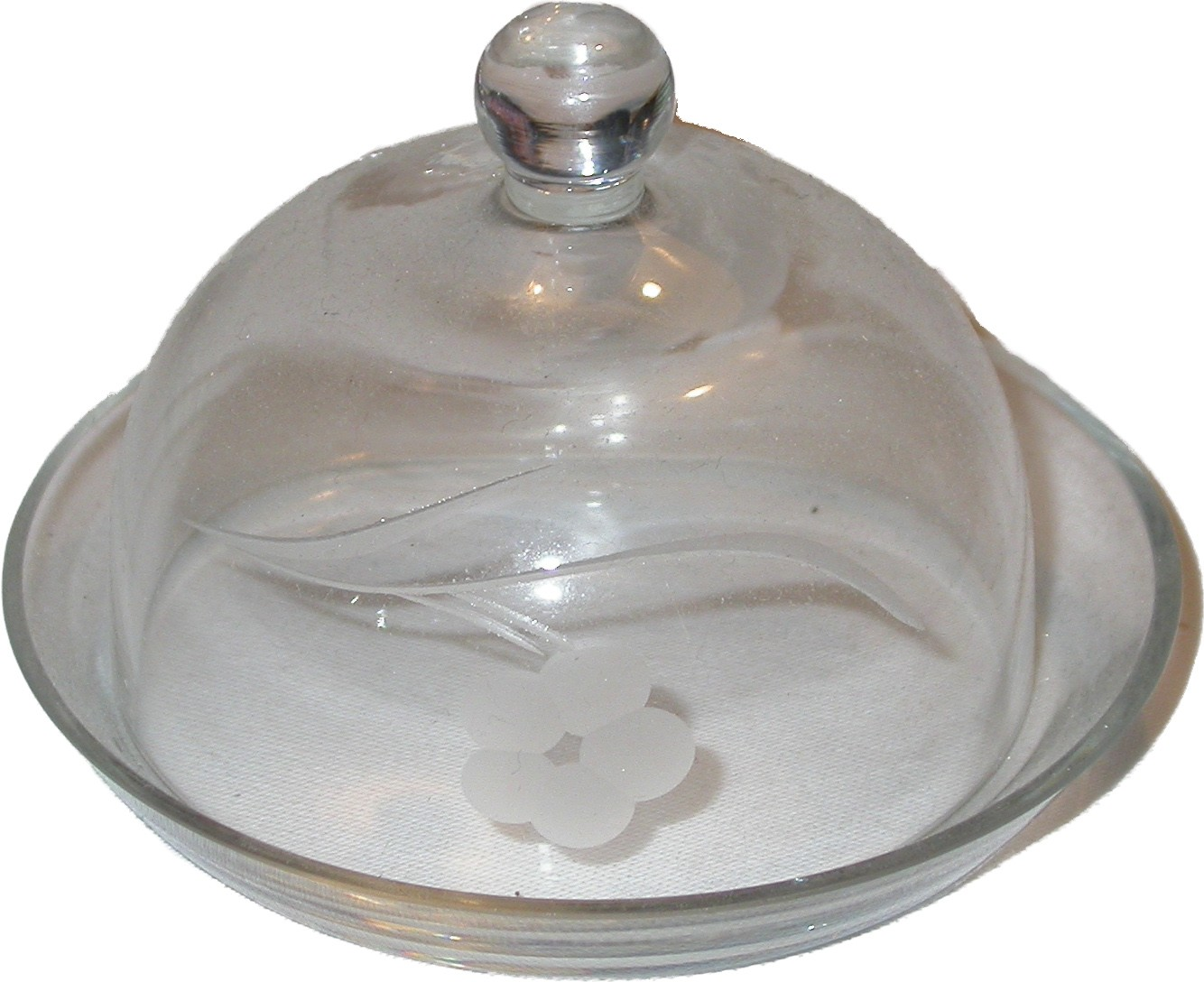
Kaasstolp in de vorm van een klok

Een stolp is een klok- of cilindervormig glazen omhulsel, van boven vaak met een halve bol afgesloten of voorzien van een knop en van onderen open. De stop vormt meestal een eenheid met een voetstuk waarop voorwerpen geplaatst kunnen worden die beschermd moeten worden tegen stof en vuil: een droogboeket, een staand klokje, een plastiek. Een stolp kan ook gebruikt worden om iets af te schermen van insecten zoals een kaasstolp. Een stolp kan enkele centimeters groot zijn, maar ook afmetingen tot boven een meter krijgen; hoe groter, hoe breekbaarder ze ook worden.
In de rooms-katholieke cultuur wordt een stolp vaak over waardevolle voorwerpen als een crucifix of het beeld van een heilige gezet; deze vorm van bescherming was vooral populair tussen ca. 1800 en 1950. Vooral afbeeldingen van Christus, Maria, van Sint-Antonius en Piëta-voorstellingen waren zeer populair. In weinig katholieke gezinnen ontbrak zo’n stolp, die een plaats kreeg op een schouw of een kast.
Een stolp kan ook gebruikt worden om een luchtdruk-experiment uit te voeren. Daarbij plaatst men een voorwerp (zoals een ballon) onder de stolp en maakt men de stolp vervolgens (gedeeltelijk) luchtledig.